# 효양중학교
효양중학교(孝養中學校)는 대한민국 경기도 이천시 부발읍 산촌리에 있는 공립 중학교이다.

## 학교 연혁
- 1996년 1월 26일 : 효양중학교 설립인가(21학급)
- 1998년 3월 1일 : 초대 김응호 교장 취임
- 1998년 3월 2일 : 제1회 입학식(194명)
- 1998년 12월 5일 : 본관 건물 준공
- 1999년 7월 10일 : 멀티미디어실 증설
- 2001년 2월 15일 : 제1회 졸업식(남 88명, 여 110명  계 198명)
- 2007년 8월 17일 : 별관 증설(급식실, 도서실)
- 2008년 10월 30일 : 다목적 체육시설(인조잔디구장) 개장
- 2010년 12월 1일 : 효양관(체육관, 별관) 개관
- 2023년 9월 1일 : 제12대 김광미 교장 취임
- 2024년 1월 5일 : 제24회 졸업식(남 96명, 여 112명 계 208명) 졸업생 누계 총 7,060명
- 2024년 3월 4일 : 제27회 입학식(남 118명, 여 106명 계 224명)

## 참고 자료
- 효양중학교 - 한국교육학술정보원 학교알리미